# .ky
.kyは国別コードトップレベルドメイン（ccTLD）の一つで、イギリス領ケイマン諸島に割り当てられている。
登録はケイマン諸島の住人かケイマン諸島に登記された組織に限られ、ローカルアドレスと電話番号が必要となる。

## 第二レベルドメイン
5種類の第二レベルドメインがある。
- com.ky
- org.ky
- net.ky
- edu.ky （教育機関に限られる）
- gov.ky （政府機関に限られる）